# توموهیرو یاماوچی
توموهیرو یاماوچی (انگلیسی: Tomohiro Yamauchi؛ زادهٔ ۵ سپتامبر ۱۹۸۷) بازیکن فوتبال اهل ژاپن است.